# Provenchères-et-Colroy
Provenchères-et-Colroy é uma comuna francesa na região administrativa do Grande Leste, no departamento de Vosges. Estende-se por uma área de 19.13 km². Em 2010 a comuna tinha 1 468 habitantes (densidade: 76,7 hab./km²).
Foi criada em 1 de janeiro de 2016, a partir da fusão das antigas comunas de Colroy-la-Grande e Provenchères-sur-Fave.